# Centre-ville reconstruit du Havre
Le centre-ville reconstruit du Havre (1945 - 1964) est l'œuvre de l'architecte Auguste Perret (12 février 1874 - 25 février 1954) qui se vit confier par le ministère de la Reconstruction et de l'Urbanisme, la réédification de la ville du Havre après sa destruction à la fin de la Seconde Guerre mondiale. Le site est inscrit sur la liste du patrimoine mondial de l'Humanité par l'UNESCO en 2005.
D’une superficie totale proche de 150 hectares, cet ensemble — comprenant plus de 12 000 logements et de nombreux bâtiments civils, commerciaux, administratifs ou religieux — est l’un des plus cohérents de l’architecture du milieu du XXe siècle, suivant les principes de l’École classicisme structurel, terminologie de Joseph Abram désignant les théories portées par les membres de l’Atelier de reconstruction du Havre, réunis autour d'Auguste Perret.
Après une période d’oubli, ce centre moderne intègre désormais de nombreuses mesures patrimoniales : inventaire, protection (ZPPAUP) et sensibilisation (visites-conférences). Depuis 2002, des visites de la ville sont organisées par un service municipal spécifique (Ville d’art et d’histoire) qui met également à disposition une exposition et un appartement témoin Perret restauré à l’identique.

« Ce que je veux, c’est faire quelque chose de neuf et de durable. »

— Auguste Perret, octobre 1945.

## Les origines du projet

### Destructions

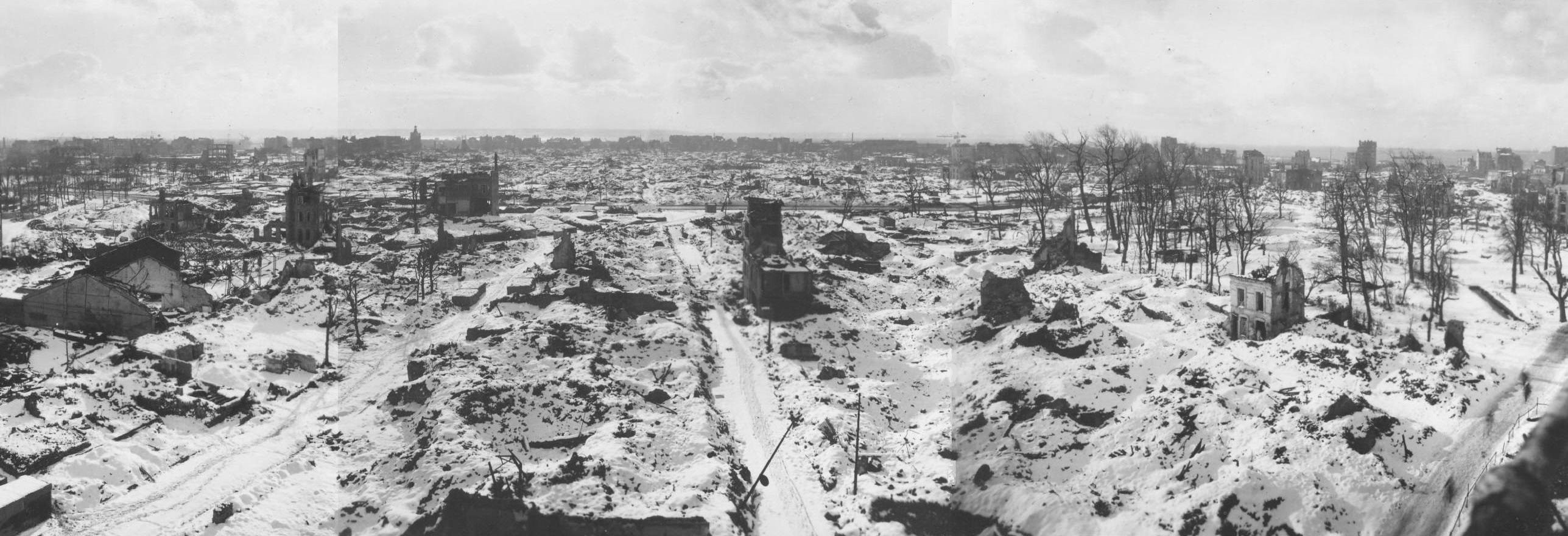
Vue panoramique du Havre dévasté hiver 1944-1945

Pendant la Seconde Guerre mondiale, le port du Havre fut utilisé par l'armée britannique pour ravitailler ses troupes. Puis, à partir du 19 mai 1940, commencèrent les premiers bombardements allemands pour que les Britanniques la quittent. Au même moment, la 7e Panzerdivision du général Rommel se ruait sur la ville. Le 9 juin, le ciel uniformément bleu depuis le début mai s'était assombri soudainement : les réservoirs des pétroles de la CFR et de la CIM étaient la proie des flammes. Devant l'avancée spectaculaire de la Wehrmacht, l'ordre avait été donné par le commandant de la place du Havre, l'amiral Raymond Gaudin de Villaine de détruire les principales réserves pétrolières françaises (on fait de même à Rouen le même jour par exemple). Le maire du Havre, Léon Meyer s'était concerté avec l'armée française pour mettre en place un plan d'évacuation totale de la population havraise. Un énorme embouteillage bloquait alors la rue de Paris qui menait vers le port et vers les nombreuses embarcations qui aidaient les Havrais à traverser la Seine. Tous les tramways rentrèrent aux dépôts et l'exploitation du réseau du Havre fut suspendue jusqu'à nouvel ordre. Les autobus de la compagnie havraise furent réquisitionnés pour faire des navettes entre le centre-ville et les bacs du Hode, de Berville et de Quillebeuf. Certains d'entre eux furent mitraillés avec leurs passagers à bord. L'après midi du 9 juin, Le Havre fut de nouveau bombardé : la rue Jules-Lecesne et le quartier de l'Eure ont été particulièrement touchés par les raids de la Luftwaffe. La place de l'Hôtel-de-Ville était encombrée de gens attendant la mise à disposition des moyens de transports annoncée pour pouvoir évacuer la ville. Léon Meyer accompagné par le sous-préfet et certains membres du conseil, embarquèrent pour Trouville. L'exode prit d'autant plus d'ampleur que la rumeur s'était répandue que la municipalité avait abandonné son poste.
Après l'armistice de juin 1940, la ville fut occupée par les Allemands qui y préparèrent une attaque contre le Royaume-Uni, ce qui entraîna de nouvelles destructions. Les dommages les plus importants survinrent les 5 et 6 septembre 1944, l'objectif étant de faciliter le ravitaillement et la progression des troupes alliées débarquées trois mois plus tôt en Normandie, lorsque les Britanniques détruisirent presque complètement le centre-ville  pour affaiblir l'occupant. 
La Libération eut un goût très amer pour les Havrais et marqua durablement la mémoire collective. Restée sujette à des raids alliés incessants jusqu'en septembre 1944, le bilan établi en 1945 s’avère extrêmement lourd : le centre-ville n’est plus qu’un gigantesque champ de ruines et la ville devient l'une des plus sinistrées d'Europe avec 5 000 morts, 80 000 sinistrés (dont 40 000 sans-abris) et 12 500 immeubles détruits.

### L’Atelier Perret

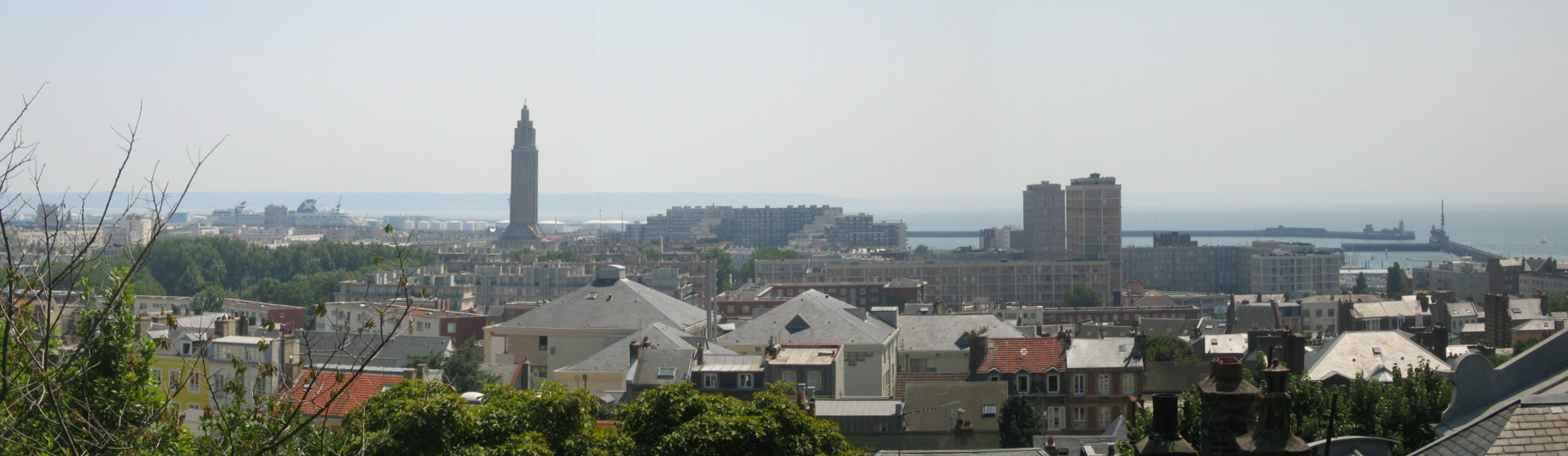
Panorama du Havre de Perret, vue depuis le nord

Au printemps 1945, Raoul Dautry, ministre de la Reconstruction et de l'Urbanisme, confie le projet de reconstruction du centre-ville du Havre à l'atelier d'Auguste Perret, « seul architecte pouvant se prévaloir en France d'un atelier organisé ». En 1945, l'Atelier de Reconstruction du Havre est constitué et comprend, outre Auguste Perret, dix-huit architectes-collaborateurs. L’Atelier Perret ne songe pas à reconstituer la ville ancienne mais plutôt à appliquer à la lettre leurs théories pour édifier une ville neuve, symbole d’une France renaissante. Entièrement rebâti en béton armé, Le Havre fait alors l'objet d'une expérience de reconstruction unique en son genre par son étendue, les procédés urbanistiques (remembrement, copropriété), la cohérence constructive et les techniques de préfabrication (lourdes ou structurelles).

### Premiers projets

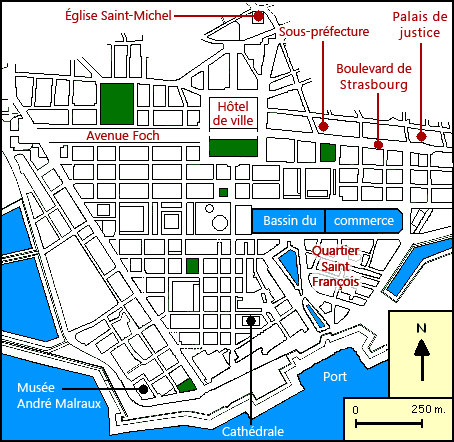
Le centre-ville reconstruit, à plan orthogonal

Si, au début du XXe siècle, Auguste Perret veut réaliser la « Ville Future » qu'il imagine « en bord de mer » ou le long « d'un grand fleuve », constituée de gratte-ciels et de jardins suspendus, son ambition pour Le Havre sera relativement différente, admettant en 1945 : « J’ai, étant jeune, préconisé, chanté la maison-tour. J’ai, depuis, changé d’avis. Quand on loge au 12e ou au 15e étage, on se sent d’abord exalté, puis accablé de solitude. On s’ennuie à mourir. L’homme a besoin de garder le contact avec le sol. C’est pourquoi je ne bâtirais pas de maisons ayant plus de quatre étages. Quatre étages sans ascenseur, cela se monte très facilement ». Ces propos concernent le logement mais celui-ci n’exclut pas une seconde échelle, plus monumentale : « Je vois "un front de mer" qui regrouperait tous les monuments de la ville et escorterait les navires jusqu’à leur entrée au port. De hautes tours abriteraient les bureaux des grandes compagnies de navigation, des négociants, des industriels. Elles s’élèveraient bien au-dessus des maisons de la ville, qui ne dépasseraient pas 5 ou 6 étages. ».
Si le frottement aux réalités va conduire son projet sur des conceptions plus souples, la ville n’en gardera pas moins les traces de ces premières idées. La majorité des habitations (les « maisons ») sont de faible hauteur, suivant des gabarits dictés par l’histoire (trois étages sur entresol, cf. Haussmann), offrant des perspectives humaines, « banales » pour reprendre le mot du maître. Sur un autre plan, elle va conserver une échelle monumentale faite de tours-repères servant de signaux urbains et dégageant quelques perspectives magistrales pour montrer aux voyageurs des grands paquebots que « nous avons toujours le sens de la grandeur et de la beauté ».

## Une échelle monumentale

### Remembrement
Poursuivant les idées exprimées par Auguste Perret, les architectes de son atelier vont établir un concours interne pour ouvrir différentes possibilités concernant le plan d’ensemble : en juillet 1945, ceux-ci font différentes propositions où l'ancienne trame de la ville n'est presque plus visible. Cependant le plan dit définitif - signé par Auguste Perret et adopté en janvier 1946 - est plus ouvert au compromis : sans perdre toute la dimension utopique des précédentes propositions, il va choisir de conserver l’agencement de la ville d’avant-guerre avec ses grands axes et leurs usages. Ce principe va s’étendre aux commerces et aux rues secondaires qui retrouvent approximativement leur place suivant une logique rationnelle que Jacques Tournant résume ainsi :
«1°- sauf si certains centre commerciaux sont globalement déplacés, les boutiques doivent être reconstituées le plus près possible de leur ancien emplacement et dans des conditions qui permettent la bonne exploitation ;  

2°- les habitations peuvent être plus facilement déplacées. Les densités admissibles et l’exposition en conditionneront la nouvelle disposition ; 

3°- l’angle droit est générateur d’économie en construction. Il permet l’établissement de plans d’appartement meilleurs ; 

4°- le commerce s’attache à la voie de passage, l’habitation a souvent intérêt à s’en éloigner. » 
Si le centre-ville du Havre retrouve ses rues et ses monuments, il s’inscrit désormais dans un plan devenu orthogonal : une trame géométrique où les axes se coupent à angle droit, suivant un urbanisme « rationnel » que l’on peut également comparer aux villes de l'Antiquité (plan dit hippodamien) mais aussi aux centres-villes nord-américains. La trame du Havre est partiellement contrariée par les rares monuments ayant subsisté après les bombardements (cathédrale Notre-Dame, Muséum d'histoire naturelle) et par un quartier historique réédifié dans un style dit régionaliste (Saint-François).

### Triangle monumental
Les artères principales redessinent les trois axes majeurs de la ville détruite (Triangle monumental). Cherchant à réintroduire leurs usages d’avant-guerre, Auguste Perret s’assure du fonctionnement de ses modèles avant d’en faire la transcription : il prend donc pour exemples les grandes réalisations nationales, adaptant chaque gabarit à une fonction précise, tout comme il va s’inspirer des grandes places royales pour dessiner celle de l’hôtel de ville.

#### La rue de Paris
D’orientation nord-sud, la rue de Paris relie l'hôtel de ville (au nord) au front de mer sud (ancien terminal de paquebots). Pour cette ancienne rue commerçante, Auguste Perret travaille dès 1945 sur une typologie d’immeubles qui devait définir l’ensemble de la reconstruction de la ville (suivant le modèle des I.S.A.I. édifiés dans sa section nord entre 1947 et 1950). Prenant pour modèle la rue de Rivoli à Paris, l'artère est bordée au rez-de-chaussée et à l'entresol par des commerces, protégés sous une galerie-portique semi-ouverte en retrait d’une colonnade, l’ensemble est rehaussé par trois étages d'habitations. Tout au long de cette rue, une quarantaine d'architectes participent à la réalisation des îlots dans les années 1950 en respectant les principes définis par Perret mais en apportant chacun quelques variations de « vocabulaire ».

#### L'avenue Foch

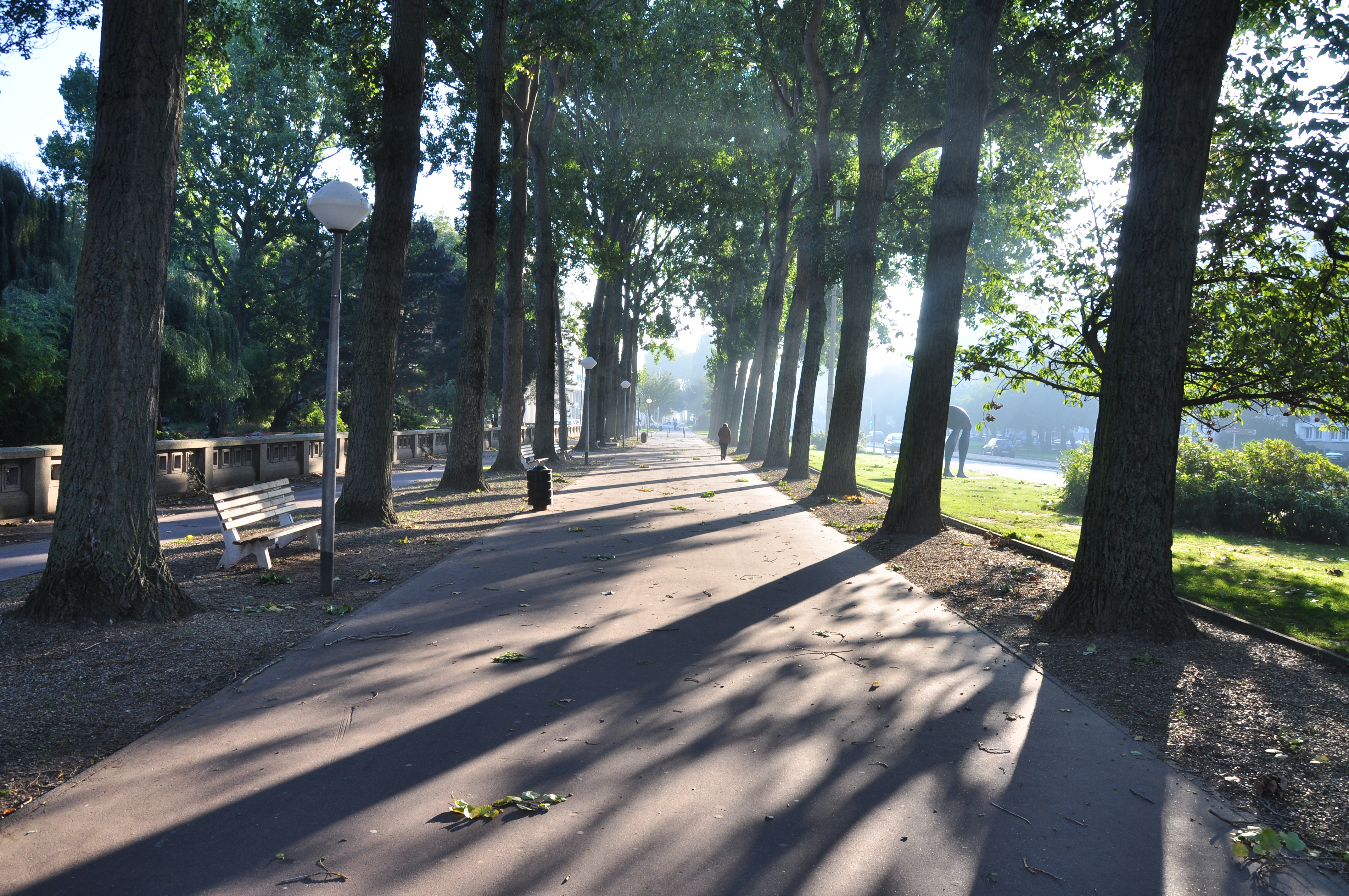
Avenue Foch: contre-allée boisée

D'orientation est-ouest, elle prolonge le boulevard de Strasbourg en partant de l’hôtel de ville (à l’est) pour arriver à la Porte Océane (à l’ouest).
Comparable par ses dimensions aux avenues Foch et des Champs-Élysées à Paris, elle est l'une des avenues les plus larges d'Europe. Boulevard initialement créé sous le Second Empire à l’emplacement de la zone non constructible des fortifications, l’avenue Foch est aujourd’hui constituée d'un axe central et de deux doubles contre-allées longeant des commerces, des bureaux, un cinéma et de nombreux logements de haut standing. La majorité des immeubles qui la borde a été achevée en 1954 et comporte cinq à six étages. Les façades sont agrémentées de bas-reliefs, notamment ceux de Jean-Marie Baumel rendant hommage aux personnages marquants du Havre d'avant-guerre (« gloires du Havre »). Autour des reliefs sont inscrits les noms des artistes honorés: André Caplet, Henri Woollett et Pierre Maumont, Raymond Lecourt, Othon Friesz, Pierre Beauvallet, Georges Biney et Raoul Dufy. L'ajout de ces bas-reliefs a été organisé par la Coopérative de reconstruction François Ier.

#### Le boulevard FrançoisIer
Il relie obliquement la Porte Océane (au nord-ouest) au Front de mer sud (au sud-est). Exception à la règle orthonormée, le boulevard François Ier forme une diagonale séparant nettement le centre-ville du front de mer ouest alors consacré à la construction navale (emplacement actuel de la Résidence de France). Il est bordé sur un côté par des îlots où les bâtiments se positionnent en redent, laissant place à de petits jardins triangulaires. L’autre rive, construite plus tardivement, est constituée d’une barre quasi continue de logements à vocation sociale devant théoriquement isoler la ville des vents de mer dominants venant de l’ouest.
À noter: La "Maison de la Normandie ", un bâtiment de 1951 qui présente des bas-reliefs par Jean-Marie Baumel. L'un représente un guerrier normand et l'autre une femme portant un bonnet et symbolysent la Normandie. Les architectes en étaient Alexandre Franche, Boucher et Vernot et Henri Colboc.

## Une ville modèle
Si la rue conserve son statut historique, la reconstruction est également animée par l’esprit du progrès appliqué à la ville où les habitants réclament désormais « leur droit au calme, à l’air, au soleil, à l’espace ». Les outils mis en œuvre pour le confort des habitants suivront donc plusieurs logiques : celle de la modernisation (standardisation, préfabrication) mais aussi celle d’une cohérence paysagère dictée par l’utilisation d’une même méthode constructive (ossaturisme) suivant rigoureusement un trame et un vocabulaire architectural précis.

### Trame de 6,24 m
D'un point de vue d’ensemble, le plan en damier du Havre permet des alignements de façade, des tracés rectilignes aérés et lumineux, une organisation rationnelle de l'espace. Dans le projet dit définitif s’ajoute le choix d’un module harmonisant l’espace depuis l’échelle urbaine (trame) jusqu’au moindre parpaing (standard).
L’utilisation symbolique de cette base de 6,24 m correspond à la portée optimale pour une poutre de béton armé à cette époque, elle est également aisément divisible (624 = 6 × 2 × 4 × 13). En générant des proportions précises (1/6 et 1/4, 1/3, 1/2), elle place l’harmonie au cœur même de la standardisation. Les architectes ne semblent pourtant pas avoir explicité les propriétés mathématiques et symboliques de ce nombre (comme l’harmonie 1/4+1/3+1/2 ou la division de 624 par 6x2x4), préférant mettre en avant des arguments pratiques : « La construction n’a pas été laissée au hasard, et l’adoption d’un module – ou trame – de 6,24 m qui se trouve dans toute la ville neuve assure son unité profonde […]. Cette trame dans laquelle peuvent être installées deux pièces d’habitation […] est non seulement en accord avec l’Économie au sens le plus élevé du mot, mais c’est aussi – et l’on s’en aperçoit sans cesse – un très réel facteur d’économie ».

### Vocabulaire Perret
Parallèlement à l’élaboration des aphorismes qu'il publie sous forme de traité-recueil en 1952, Auguste Perret creuse la notion même de langage au sein de la construction, élaborant un vocabulaire parfois traditionnel (porte-fenêtre), parfois nouveau et exotique (claustra). Des mots imbriqués, neutralisés, qu’il inscrit dans une structure primaire : la charpente de béton armé.
- Les niveaux sont ordonnés suivant des rythmes classiques :
  - soubassement : deux premiers niveaux
  - développement : étage dit noble avec balcon filant servant à abriter la circulation des piétons, suivi de deux étages carrés, parfois dotés d’un balcon filant étroit au dernier étage
  - couronnement : étage supérieur en retrait, entablement corniche
  - toiture terrasse[Note 10]
- Le vocabulaire architectural :
  - structure apparente : colonnes, pilastres, chapiteaux, poutres ou chaînages
  - remplissages : trumeaux, claustras, « fenêtres en hauteur » (portes-fenêtres)
  - rythme : entablements, corniches
  - volumes : balcons, loggias, galeries sous portique.
- Le matériau : 
  - béton armé (constituants : graviers de Seine, grès rose, quartzite blanche, brique concassée)
  - finitions des surfaces : bouchardage, lavage, polissage, brut de décoffrage
  - quelques bâtiments en briques (Saint François), pierre reconstituée ou pierre de taille

### Les logements
La plupart des biens reconstruits dans le centre sont soit des propriétés publiques, soit des « copropriétés », un concept novateur pour l'époque qui va être étendu à l’ensemble de la ville reconstruite. Disposant de 20 % de logements sociaux (proches ou intégrant les normes HLM), la grande majorité des logements est conçue pour des classes moyennes, sans domestique. L'espace intérieur, très lumineux (les « fenêtres en hauteur » laissent pénétrer la lumière dans le salon, la cuisine et les chambres), est distribué de façon optimale. Ces immeubles sont équipés pour la majorité de chauffages collectifs (circuit d’eau ou air pulsé), placards encastrés, vide-ordures, garages à vélos et voitures d'enfant, caves en sous-sol, garages à automobiles, isolations thermique et phonique, ascenseurs au-delà de quatre étages...

#### Les I.S.A.I.
Les Immeubles sans Affectation Individuelle (ou Immédiate), les I.S.A.I., préfinancés par l’État et dessiné d’après un concours interne dans l’Atelier Perret (1945-1946), servirent de modèle à l'ensemble de la reconstruction (définition de la trame, des méthodes constructives, des plans intérieurs, etc.). Réalisés entre 1947 et 1950, ces 350 logements s’agencent à la manière d’une grande place royale se déployant symétriquement autour de la place de l’hôtel de ville pour former des îlots ouverts constitués en réalité d’un agencement très rationnel de barres de quatre étages et de six tours de dix étages que l’on percevait alors comme les premiers « buildings » français.
Situé dans les I.S.A.I. et ouvert en mars 2006, l’appartement témoin Perret est un musée de la Ville du Havre consacré à l’architecture intérieure, ainsi qu’à l’ameublement et à la vie quotidienne dans la première moitié des années 1950.

## Lieux majeurs du centre reconstruit

### Ensembles monumentaux
Exception faite de l’église Saint-Joseph - véritable phare au milieu de la ville - les ensembles monumentaux se situent aux extrémités du « triangle monumental » structurant le plan d’ensemble de la reconstruction. Leur dessin a fait l’objet d’une attention toute particulière d’Auguste Perret.

#### Église Saint-Joseph

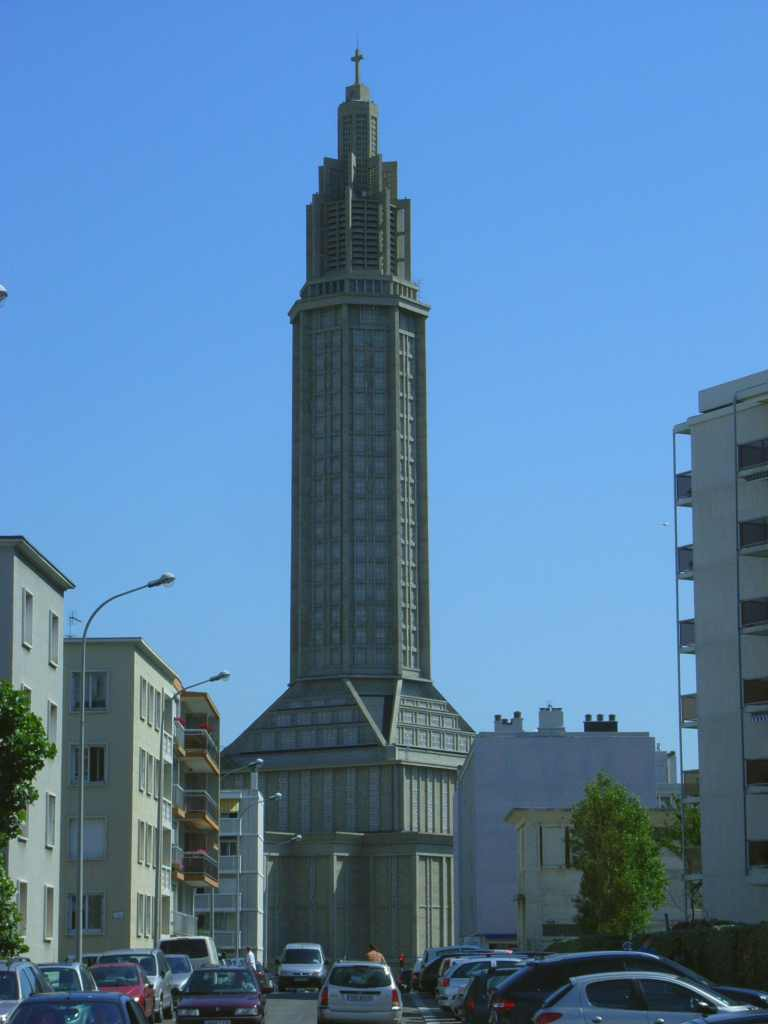
L'église Saint-Joseph

Considérée comme une œuvre architecturale majeure de l'après-guerre en France, l'église Saint-Joseph est le dernier manifeste d'Auguste Perret. Imaginée sur la base du projet parisien de l’église Sainte-Jeanne-d’Arc (1924), l’église reconstruite - dessinée de sa main - fut conçue à la fois comme un sanctuaire dédié au culte et un monument honorant la mémoire des victimes de la Seconde Guerre mondiale. Les travaux débutèrent fin 1951 pour se terminer en décembre 1956 avec l'achèvement de la tour. La réalisation de l'édifice fut confiée à Raymond Audigier. À la mort d'Auguste Perret, en 1954, l'église fut terminée par Georges Brochard qui tenta de traduire ce que désirait son maître pour la forme du clocher. Elle est inaugurée en juin 1957 et consacrée en 1964.
L'église dispose d’une tour-clocher octogonale atteignant 110 mètres de hauteur et reposant sur un socle carré légèrement étendu vers l’avant (entrée ouest) et l’arrière (chapelle, sacristies). Le plan centré anticipe les réformes de Vatican II. Perceptible de l’extérieur, la structure se dévoile en entrant dans l’édifice : quatre pans de la tour octogonale sont déportés vers des bracons reposant sur une série de quatre fois quatre piliers maintenus par des croix de Saint-André. Le ceinturage de l’ensemble est assuré par un béton précontraint, première utilisation de cette technique en dehors des ouvrages d’arts (ponts). La tour-lanterne fait entrer la lumière dans l'édifice grâce à des vitraux multicolores conçus par la « spatiocoloriste » et maître verrier Marguerite Huré.
Premier édifice moderne à faire l’objet d’une protection patrimoniale, l’église Saint-Joseph sera inscrite au titre de la loi sur les monuments historiques en 1965. En 1997, elle est parée d'un habillage lumineux, puis d'importants travaux de restauration sont entrepris entre 2003 et 2005. La tribune a été dotée d’un orgue à tuyaux, inauguré le 25 septembre 2005.

#### Hôtel de ville

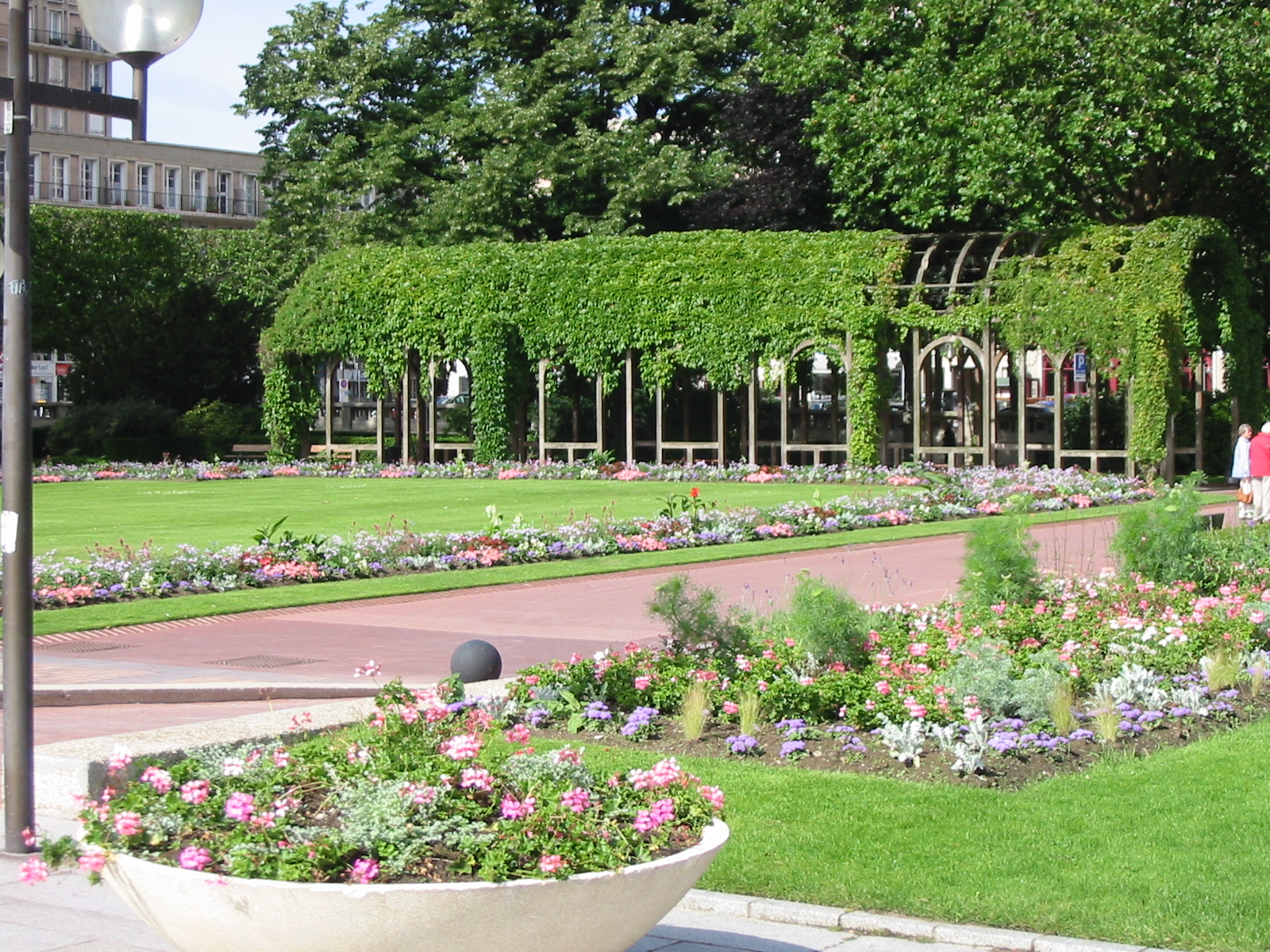
Ancienne pergola

Œuvre des architectes Auguste Perret, Jacques Tournant, l'hôtel de ville est inauguré en 1958. Le premier pieu du corps central est coulé en 1953, la tour de 18 étages et 90 mètres de haut évoquant initialement un beffroi est commencée en 1954. Le théâtre attenant est inauguré en octobre 1967. L'extension sur la façade nord de l'édifice, date de 1987. Comme tous les édifices majeurs, l’hôtel de ville retrouve approximativement sa position d’avant-guerre. Situé dans la perspective d’une vaste place, le bâtiment établit une dialectique entre deux unités : une tour abritant les bureaux administratifs et un bâtiment en longueur rythmé par une imposante colonnade dans lequel se placent des fonctions de « réception » comme les grands salons. Un vaste escalier part du rez-de-chaussée pour se diviser en deux volées distribuant l’étage noble. Tel un « abri souverain » la colonnade soutient totalement la charge du toit terrasse qui abrite une structure secondaire supportant les planchers et de vastes baies vitrées.
Le jardin de la partie sud de la place de l'hôtel de ville a été dessiné personnellement par Perret. Cette immense place, dont la construction était placée sous la direction des architectes Lagneau et Loisel, a été transformée en 1990 : rétrécissement du boulevard qui la divisait (d'abord en couloir de bus, puis en voie de passage pour le tramway), création d'un parking souterrain, ajout de fontaines, d'arbres et de treillages en bois exotique (démontés en 2010), agrandissement des pelouses et des espaces fleuris.

#### Porte Océane
Sortant des plans de l'Atelier de Reconstruction Perret en 1950, cette place s'inspire du projet de la Porte Maillot à Paris qu’Auguste Perret présente en 1930. La partie nord, construite par Jacques Poirrier de 1951 à 1953, a bénéficié de techniques de préfabrication étendue grâce à un usinage complet des structures et des remplissages (système Monod). La partie sud a été construite par André Hermant de 1951 à 1956 à l’aide de la technique plus traditionnelle du coffrage en bois pour les structures.
Seul point de jonction entre la ville reconstruite et la mer, la Porte Océane forme un décor monumental et représente de manière symbolique la porte de la cité évoquée par Édouard Herriot, laissant entrevoir aux Havrais se promenant sur l’avenue Foch le passage des grands paquebots. Il s'agit d'un ensemble constitué de deux tours jumelles de 13 étages, hautes de 47,50 mètres, et de deux immeubles bas, situés à l'extrémité de l'avenue Foch. Inscrites sur cette prestigieuse avenue et disposant d’une vue sur mer, les 256 logements disposent de grandes surfaces et d’équipements soignés (par exemple, un chauffage collectif réglable individuellement).

#### Front de mer sud

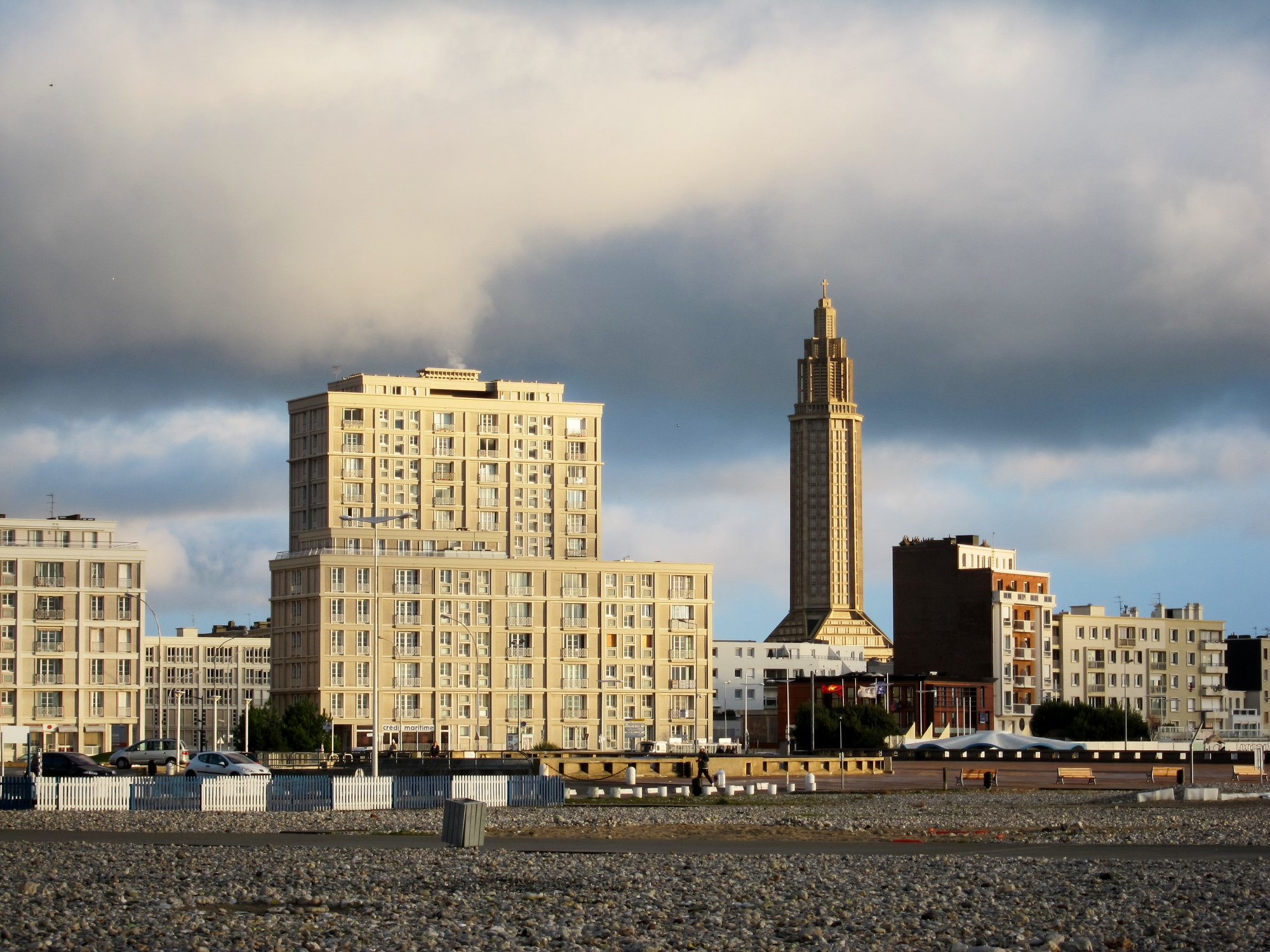
Le front de mer

La réalisation d’un front de mer sud monumental apparaît dans les premiers projets de 1945. Il a finalement été réalisé par une trentaine d’architectes proches de Perret dirigés par Pierre-Edouard Lambert, il est intégré au programme national de construction du « Secteur industrialisé » (24 mai 1951) et échappe ainsi aux exigences du permis de construire. Constitué de 1127 logements, situés en bas des normes HLM (ainsi les plafonds sont abaissés sous 2,5 m), ce groupe d’habitations a été imaginé d’un seul tenant. Premier en France à dépasser les mille unités, il peut être considéré comme le premier grand ensemble, à condition de ne pas tenir compte de son inscription urbaine et de ses gabarits classiques. Outre des normes sociales spécifiques, l’ordre architectural choisi reste celui du monumental : situé sur un Front de mer attenant à l’entrée de port, il joue un rôle déterminant dans la perspective de la ville vue depuis les grands transatlantiques (les deux tours décalées et les bâtiments bas en redents figurent une anamorphose de la Porte Océane).

### Édifices antérieurs à 1964

#### Collège Raoul-Dufy
Anciennement Lycée de jeunes filles, Pierre-Édouard Lambert a édifié ici, entre 1950 et 1956, le premier établissement scolaire de la reconstruction.
Architecturalement traité comme un monument évoquant même quelques grands chantiers d’Auguste Perret (palais d’Iéna), il s’organise autour d’une vaste cour protégée des vents dominants par le bâtiment central abritant des salles de classe amplement éclairées (fenêtres à l’est). Il a bénéficié d'une restauration complète et, au nord, une extension récente a été intégrée au bâtiment d'origine (Pierre Dubus, 2004).

#### Casino
Situé entre le Bassin du commerce et la place Jules Ferry, l’ancien palais de la bourse puis chambre de commerce, est un bâtiment majestueux créé par l'architecte Otello Zavaroni (1953) et inauguré le 22 juillet 1957. Entièrement réhabilité en casino (depuis le 1er juin 2006), il a pratiquement conservé son aspect extérieur originel. Célèbre enseignant en architecture, Zavaroni décline ici un éclectisme « beaux-arts » moderne au vocabulaire proche de Perret revisité suivant les critères modernistes (claustras) sur fond d’ordonnancement classique (colonnade, abri souverain) assez strict mais efficace. L'intérieur a été profondément modifié, les deux fresques monumentales (dont une visible depuis la place Jules Ferry) ont été conservées. Les 12 000 m² accueillent aujourd'hui un ensemble comprenant casino, restaurants, salle de spectacle modulable de 500 places, bars, centre de remise en forme avec patio à ciel ouvert, hôtel et salles de réception. La place Jules-Ferry a été récemment dotée d'un aménagement paysager qui prolonge le square Erignac voisin.

#### Le Printemps
Construit par Alexandre Franche, Henri Vernot et Noël Boucher, architectes havrais, le grand magasin « Le Printemps » diffère des autres bâtiments de la reconstruction car il a été dessiné en courbe. Il était à l'époque presque complètement vitré, ce qui le rendait transparent, lumineux et très esthétique. Il n'a malheureusement pas bénéficié d'une restauration extérieure digne de ce nom, les vitrages des étages étant occultés ainsi que certaines vitrines (également plus petites qu'à l'origine). En 2022, le nouveau propriétaire du magasin entreprend cependant les travaux d'embellissement nécessaires et celui-ci retrouve ses grandes vitrines, ouvertes sur l'intérieur et révélant un rez-de-chaussée décloisonné et lumineux.

#### École de management de Normandie
L’École de management de Normandie  (anciennement École Supérieure de Commerce) est un bâtiment d'angle aux colonnes majestueuses fidèle à l'esprit de l'atelier Perret, il a été conçu par l'architecte Robert Royon (1954). L'immense quadrillage vitré laissait apparaître un imposant escalier hélicoïdal jusqu'en 1993, année où il fut sacrifié pour étendre la superficie des étages.

#### Musée André-Malraux

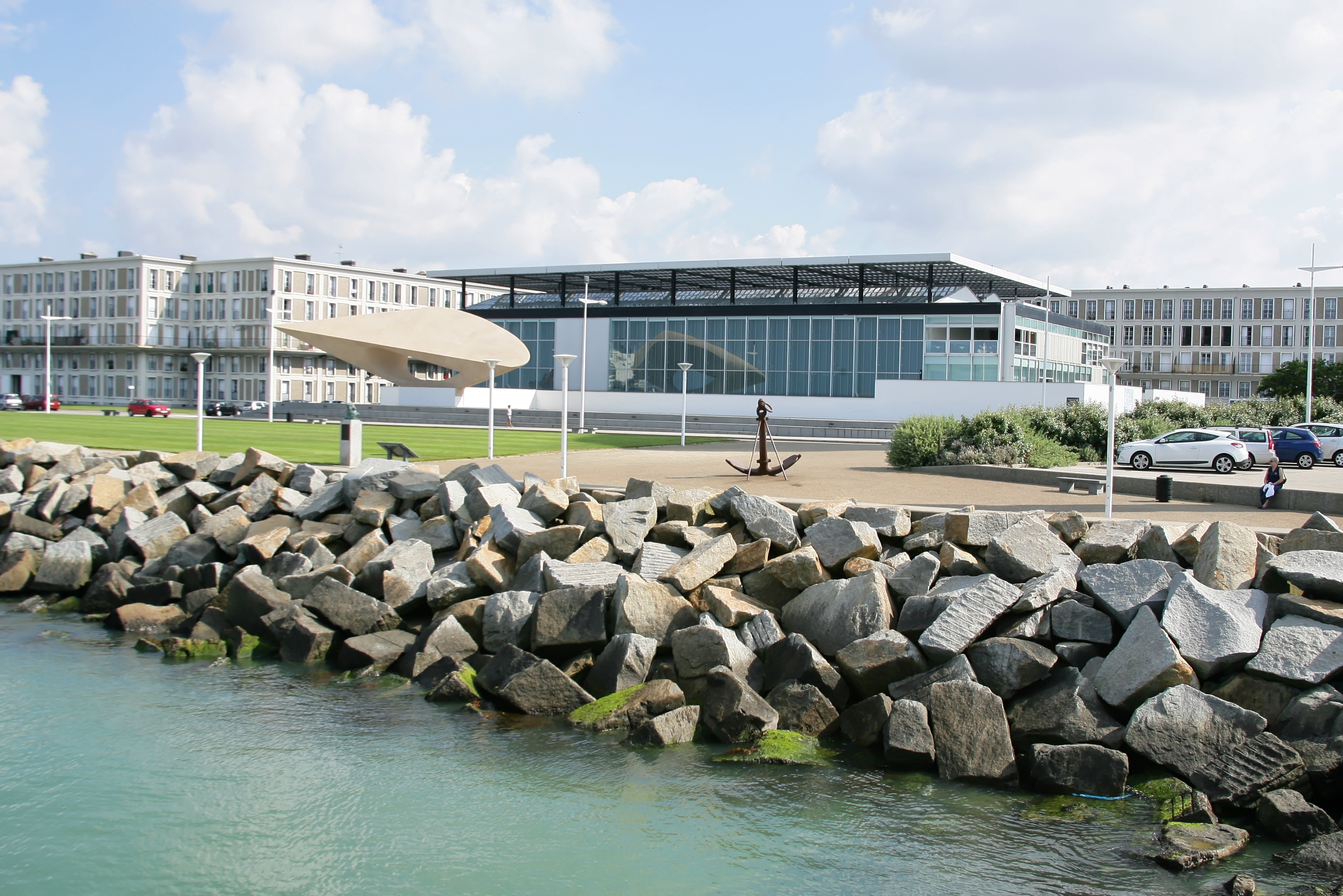
Le Musée André Malraux.

Le musée d'art moderne André-Malraux, réalisé de 1959 à 1961 par Guy Lagneau, Michel Weill, Jean Dimitrijevic et Raymond Audigier.
C’est le premier musée de France à être reconstruit après la Seconde Guerre mondiale. Le bâtiment se présente comme une élégante boîte de verre, d’aluminium et d’acier. La lumière, filtrée par des brise-soleil (paralumes de Jean Prouvé), pénètre de tous les côtés. Le musée des beaux-arts, à l'intérieur totalement modulable, fut mis en service en 1961. Inauguré par André Malraux, le musée abritait la première Maison de la Culture de France (jusqu’en 1967 où celle-ci sera transférée au Théâtre de l'Hôtel de Ville puis au Volcan, espace Oscar Niemeyer, depuis sa construction).

#### Bibliothèque municipale Armand-Salacrou
Elle est formée de deux bâtiments perpendiculaires : les salles de lecture et les réserves. Le toit du bâtiment principal, à l'instar de l'église Saint-Michel, évoque un livre ouvert.
Architectes : Jacques Tournant et Jacques Lamy (1963).

#### Église Saint-Michel
La reconstruction de l'église Saint-Michel (1960-1964) fut confiée à Henri Colboc, un des architectes locaux actifs dans la reconstruction du Havre.
La forme de la toiture représente une bible ouverte et l’entrée est surmontée par une gigantesque croix en teck. Pas de clocher, mais un campanile de 42 mètres de haut, séparé de l'église, évoquant un cierge. La restauration de l'ensemble est entamée en 2007, le bâtiment est aujourd'hui mis en valeur la nuit par une lumière discrète et soignée. Intérieur : vaste halle carrée, l’église comprend des chapelles latérales hors-œuvre, un éclairage doux assuré par des bandeaux de vitraux aux tons marron situés en hauteur et au-dessus du portail d’entrée. Mobilier : une vierge en métal galvanisé provenant de l’église détruite par les bombardements, une importante tapisserie réalisée par les paroissiens, un mobilier en teck massif très robuste,. Enregistrée à l'Inventaire général du patrimoine culturel en 1996.

#### Autres
- Polyclinique François Ier, Paul Nelson, 1950
- Nouvelles Galeries havraises, Charles Frabre et Jean Le Soudier, 1951-1954
- Hôtel de Normandie, Jacques Poirrier, Henri Daigue et Robert Royon, 1948-1951

### Édifices postérieurs à 1964

#### Résidence de France

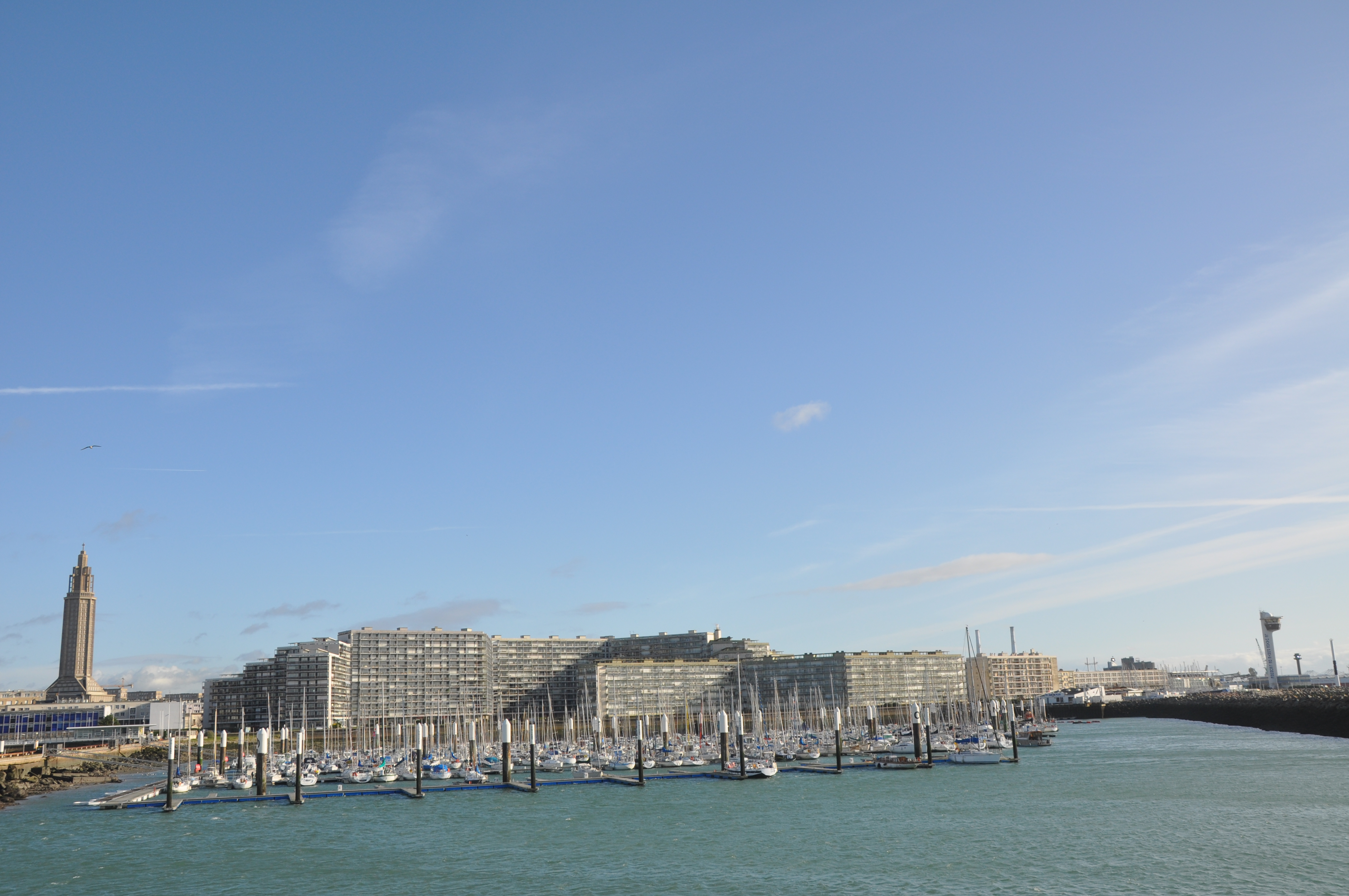
La résidence de France, entre l'église Saint-Joseph et le sémaphore

Bâtie dans une parcelle de cinq hectares située sur l’ancien emplacement des chantiers navals à partir de 1966 (2e tranche terminée en 1985), son architecture est due à Georges Candilis et à un architecte local (Jacques Lamy).
L’ensemble forme une « mégastructure » directement inspirée par les dernières théories du Mouvement moderne pendant son dernier congrès. Georges Candilis reprend les plans déjà réalisés avec Alexis Josic et Shadrach Woods au Mirail à Toulouse (1961). Totalement indépendante du reste de la ville, la mégastructure définit une trame hexagonale (en nid d’abeille) avec des élévations en gradins de 6, 8, 10 et 12 étages, elle comprend des galeries internes et de nombreux passages entre les différents volumes. Intérieurs : l’immeuble est épais (14,70 mètres, balcons non compris) et les appartements (environ 1 200) sont traversants, leur distribution est déterminée par la position centrale des lieux d’hygiène et des dégagements qui séparent totalement les « espaces nuit » (chambres, salles de bains, WC) et les « espaces jour » (cuisine, séjour, salle).

#### Espace Oscar Niemeyer

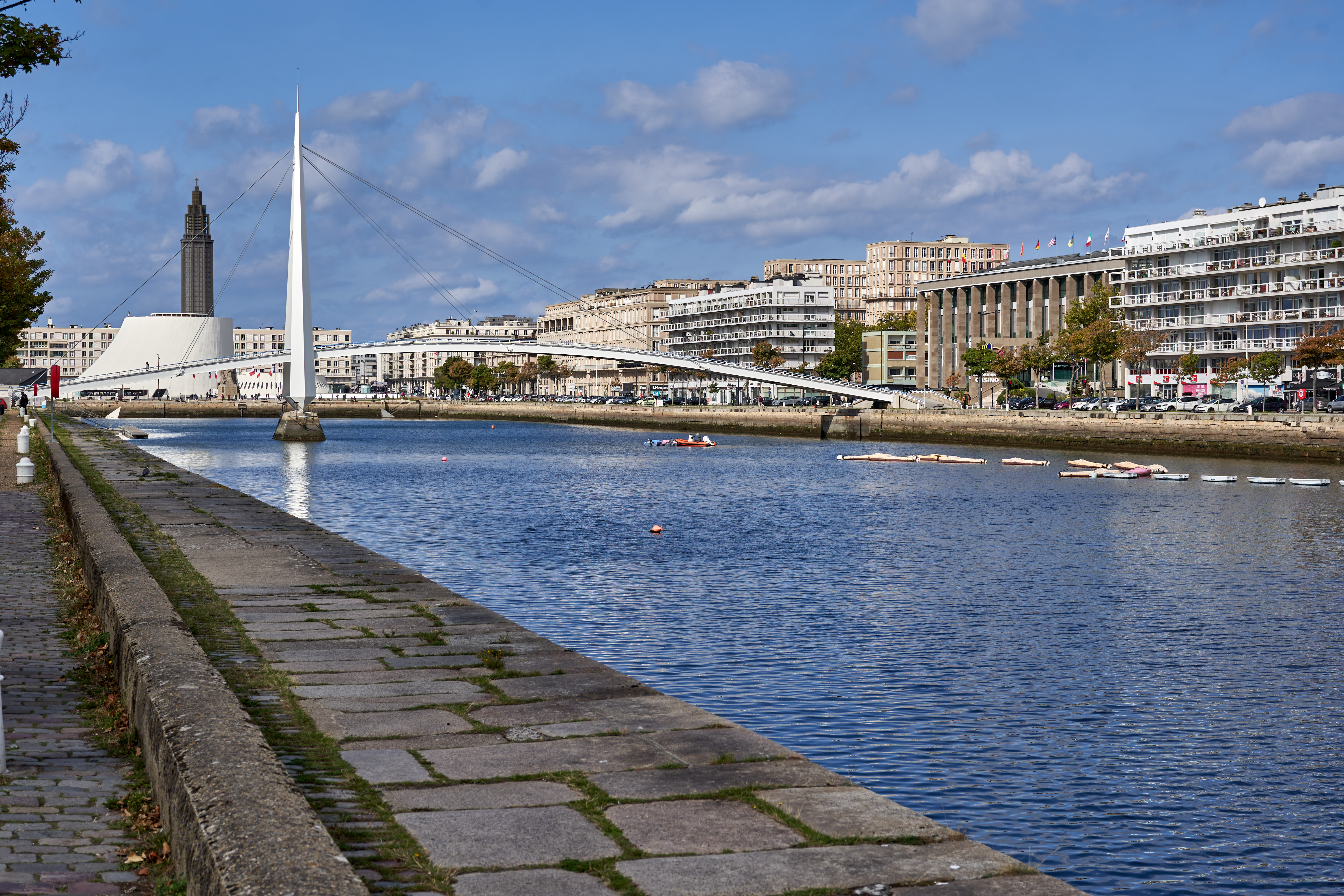
Vue du bassin du Commerce, sa passerelle, le Volcan, au fond le clocher de l'église St Joseph.

Réalisé par Oscar Niemeyer entre 1978 et 1982, sur l'ancienne place Gambetta qui accueillait avant la Seconde Guerre mondiale le Grand Théâtre, l’espace culturel du Volcan comprend un théâtre (Scène nationale), une salle polyvalente (le Petit Volcan), un cinéma d’art et d’essai (l'Eden, fermé le 12 janvier 2010) et diverses pièces (studios d'enregistrement, bureaux...). Suivant la voie du formalisme blanc de Le Corbusier, Oscar Niemeyer réalise au cœur de la ville une importante forme libre comprenant deux grands volumes hyperboliques - plus ou moins dissymétriques - plongés dans une agora et placée dans un creux accessible par un escalier ou des rampes, dont une est hélicoïdale. À l'intérieur, les murs sont en béton brut de décoffrage. L’accueil du théâtre, le grand foyer avec murs en pente et fenêtres en meurtrière, le foyer des artistes, ont longtemps conservé leur aménagement d’époque (banque d’accueil et bar en béton, moquette mauve, fauteuils et tables d’Oscar Niemeyer, luminaires globes en grappes).
D'importants travaux de réaménagement, d'entretien, etc ont eu lieu de 2010 à 2015. Le « Petit Volcan » qui accueillait auparavant une petite salle de spectacle est désormais une médiathèque : une partie des collections de la bibliothèque Armand Salacrou devenue trop petite y a trouvé place. Le « Grand Volcan » est toujours une salle de spectacle qui a été modernisée. L'ensemble du site a rouvert ses portes au début de l'année 2015.

#### Autres
- Passerelle du bassin du Commerce, Guillaume Gillet, 1969.
- Sémaphore Henri-Loisel, 1973.
- Cité Saint-Pierre (ZUP, dite Caucriauville), l'architecte Henri Loisel, assisté de Gérard Ernoult, réalisent la tour réservoir, achevée en 1964.

## L’inscription sur la Liste du patrimoine mondial par l'UNESCO
Au sein même de l’histoire de l’architecture, il faut constater qu’à l’enthousiasme des premières publications suivant la réalisation de la ville succède une longue période d’oubli pendant laquelle son intérêt exceptionnel sera nié ou négligé. Il faut attendre les années 1990 pour qu’elle éveille l’intérêt, grâce au travail de Joseph Abram. Cette recherche novatrice est rapidement comprise par la Ville, elle sera suivie par les mesures de protection et de valorisation déjà citées. L'inscription sur la Liste du patrimoine mondial par l’UNESCO apparaît aussi comme le point d’orgue d’un long travail de réappropriation et de redécouverte, un demi-siècle après la reconstruction.

### Genèse du projet

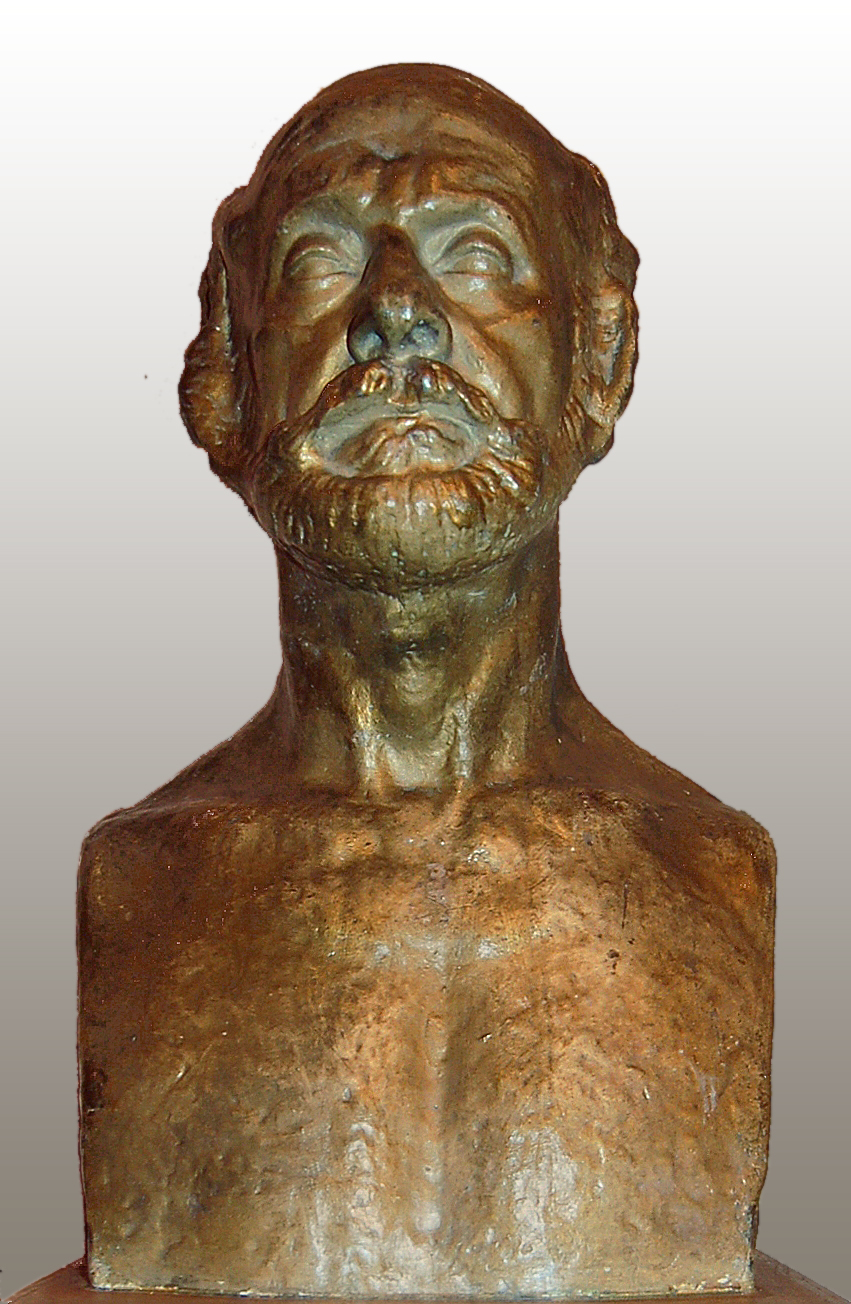
Auguste Perret

La candidature du Havre à l'inscription sur la Liste du patrimoine mondial n’était pas implicite car l'œuvre d'Auguste Perret reste contestée dans des travaux encore récents, et l'UNESCO n'a pas pour habitude de classer des sites contemporains. La candidature présentée au comité du patrimoine mondial de l'UNESCO a été initiée en décembre 2002 par une visite des experts de l’architecture de DOCOMOMO-France (Fabienne Chevallier) puis par les premières démarches administratives de l’universitaire Joseph Abram. L’élaboration du dossier de candidature présenté à l’UNESCO a eu lieu en 2003 sous la direction d’un comité de pilotage et d’un comité scientifique et technique aidé par différents services de la Ville du Havre (Service urbanisme et prospective, Service SIGU, Service Ville d’art et d’histoire). Le projet résultat répondait à deux critères d'admission fixés par l’Organisation :
- Critère (ii) : Le plan de reconstruction d’après-guerre du Havre est un exemple exceptionnel et une étape importante de l’intégration des traditions urbanistiques à une mise en œuvre pionnière des développements modernes qui se sont produits dans l’architecture, la technologie et l’urbanisme.
- Critère (iv) : Le Havre est un exemple d’après-guerre exceptionnel de l’urbanisme et de l’architecture, basé sur l’unité de la méthodologie et sur le système de la préfabrication, l’utilisation systématique d’une trame à module et l’exploitation novatrice des potentiels du béton.

Il a reçu le soutien du conseil général de la Seine-Maritime. Présenté par le maire de la ville et Joseph Abram, le dossier a d'abord dû être sélectionné au niveau français et se trouvait alors en concurrence avec d'autres candidatures (Parc national des Cévennes, rives de la Gironde, barrière de corail de Nouvelle-Calédonie).

### Classement
L'UNESCO a inscrit le centre-ville du Havre le 15 juillet 2005 au patrimoine mondial de l'humanité sur la base des deux critères précités, saluant l'« exploitation novatrice du potentiel du béton ». L'espace de 133 hectares représentant selon l'UNESCO "un exemple exceptionnel de l'architecture et de l'urbanisme de l'après-guerre" est un des rares sites contemporains inscrits en Europe, rejoignant le Parc Güell à Barcelone, les maisons Art nouveau de Victor Horta en Belgique ou encore les anciennes aciéries de Völklingen en Allemagne.
Citation du maire du Havre, Antoine Rufenacht après l'inscription : La modernité du Havre, insufflée par Auguste Perret au lendemain de la guerre, devient désormais une composante assumée de l'identité havraise. Elle doit constituer le socle du nouveau rayonnement de la ville.